# Krmelín

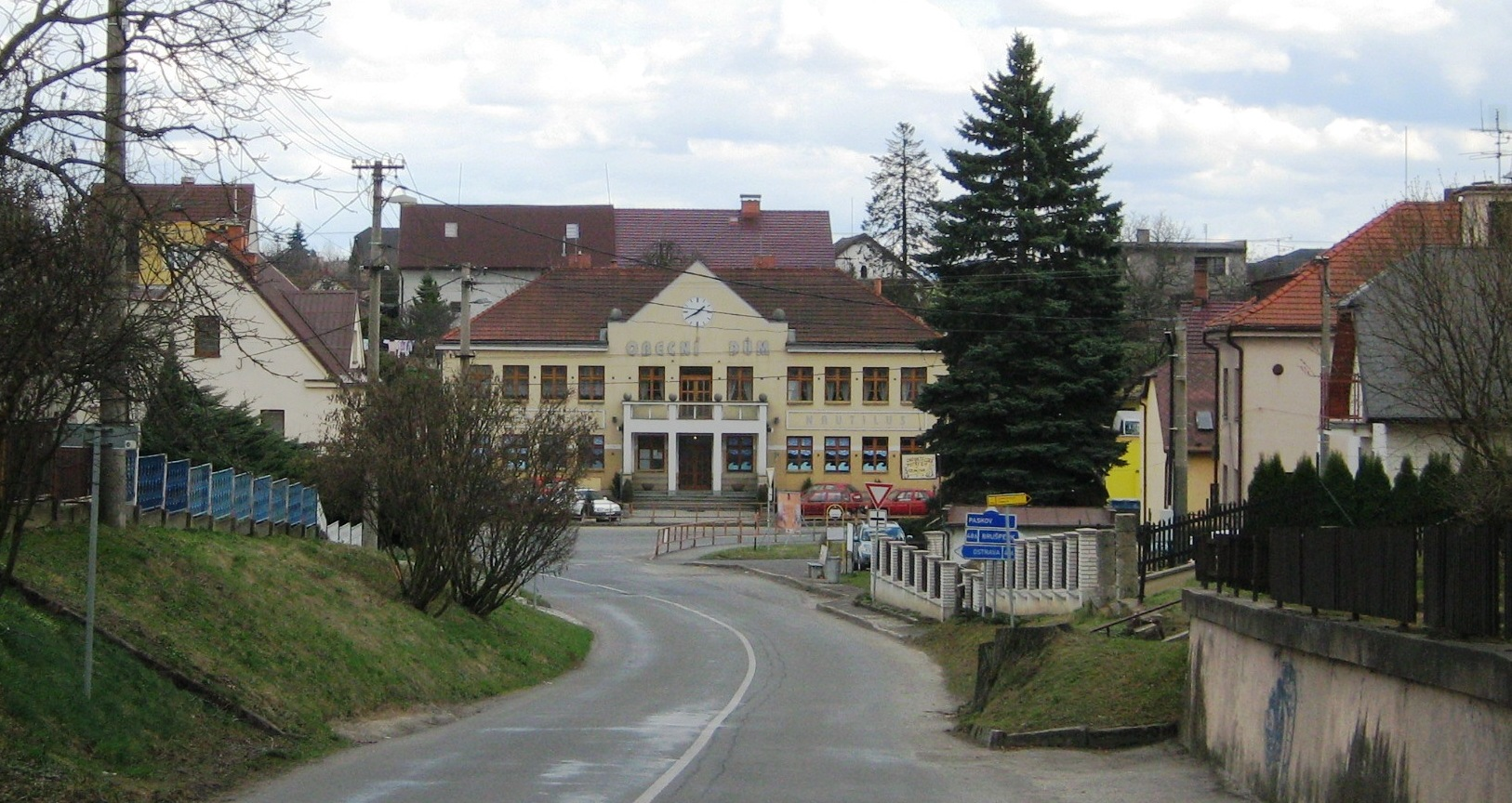
Krmelín-Zentrum (2010)

Krmelín (deutsch Kermelin, auch Karmelin) ist eine Gemeinde in Tschechien. Sie liegt zwölf Kilometer südlich des Stadtzentrums von Ostrava und gehört zum Okres Frýdek-Místek.

## Geographie
Krmelín sich am Fuße des Krmelinský kopec (327 m) auf einem Höhenzug zwischen den Tälern der Olešná und Ondřejnice in den nördlichen Ausläufern des Beskidenvorlandes. Östlich des Dorfes verläuft die Anschlussbahn von Vratimov zur Steinkohlenzeche Staříč II. Durch den Ort führt die Staatsstraße 58 von Ostrava zum Flughafen Ostrava.
Nachbarorte sind Stará Bělá im Norden, Nová Bělá im Nordosten, Oprechtice und Paskov im Osten, Žabeň und Staříč  im Südosten, Brušperk im Süden, Stará Ves nad Ondřejnicí und Světlov im Westen sowie Proskovice im Nordwesten.

## Geschichte
Die erste schriftliche Erwähnung des zum Lehn Paskov gehörigen Dorfs Krmelyn erfolgte 1447. Im Ort befand sich früher eine Ausspanne für die Fuhrleute auf dem Weg von Mährisch Ostrau nach Braunsberg, Hochwald und Altendorf. Gleichzeitig waren die Quellen am Kermeliner Berg für ihr gutes Trinkwasser bekannt. Nach der Errichtung der Herrschaft Paskov durch Johann von Pernstein im Jahre 1538 gehörte Krmelín bis zur Aufhebung der Patrimonialherrschaften ununterbrochen zu dieser.
1850 entstand die politische Gemeinde Krmelín / Kermelin im Bezirk Mistek, zu der die Ortsteile Světlov / Lichtenberg und Světlov / Althof gehörten. 1896 wurde die Gemeinde dem Bezirk Mährisch Ostrau zugeordnet. Im Jahre 1895 war mit dem Bau einer Kirche begonnen worden. Kurze Zeit später wurden die Bauarbeiten eingestellt, weil im Dorf vordringlich die Schäden eines Großbrandes beseitigt werden mussten. Im Jahre 1900 war schließlich auch die Kirche fertiggestellt. In den letzten Tagen der Mährisch Ostrauer Operation wurde Krmelín am 2. Mai 1945 von der Roten Armee nach heftigen Kämpfen eingenommen. Dabei wurde die Kirche durch 14 Granateinschläge ruiniert. Die deutschen Truppen hatten zuvor an der Kirche eine Verteidigungslinie errichtet.
Zwischen 1945 und 1946 verfolgte der Wiederaufbau und  eine Vergrößerung der Kirche. Nach dem Zweiten Weltkrieg kam Krmelín zum Okres Ostrava-okolí und seit 1961 gehört das Dorf zum Okres Frýdek-Místek. Krmelín besteht heute aus 617 Häusern.

## Gemeindegliederung
Für die Gemeinde Krmelín sind keine Ortsteile ausgewiesen. Zu Krmelín gehören die Ansiedlungen Světlov (Lichtenberg) und Starý Dvůr (Althof).

## Sehenswürdigkeiten
- Kirche St. Johannes und Paul, geweiht 1900
- Turm am Wasserwerk auf dem Krmelinský kopec

## Söhne und Töchter der Gemeinde
- Vítězslav Mácha (1948–2023), tschechoslowakischer Ringer